# Кастельсантанджело-суль-Нера
Кастельсантанджело-суль-Нера (італ. Castelsantangelo sul Nera) — муніципалітет в Італії, у регіоні Марке,  провінція Мачерата.
Кастельсантанджело-суль-Нера розташоване на відстані близько 125 км на північний схід від Рима, 85 км на південь від Анкони, 55 км на південний захід від Мачерати.
Населення — 285 осіб (2014).
Щорічний фестиваль відбувається 26 грудня. Покровитель — святий Степан.

## Демографія
Населення за роками:

Станом на 1 січня 2023 року в муніципалітеті офіційно проживало 10 іноземців з 4 країн, серед них 3 громадяни країн Євросоюзу та 2 громадяни України.

## Сусідні муніципалітети
- Монтефортіно
- Монтемонако
- Норчія
- Пречі
- Уссіта
- Віссо